# مراقبت پوستی در بیماران اپیدرمولیز بولوزا (EB)
بیماری پروانه‌ای نام عامیانه بیماری ژنتیکی نادری به‌نام اپیدرمولیز بولوزا (انگلیسی: Epidermolysis Bullosa) است. در این بیماری، پوست به‌قدری نازک و شکننده است که حتی تماس یا فشار بسیار ملایم نیز می‌تواند منجر به تاول، پارگی یا زخم‌های دردناک شود. علت این نام‌گذاری، حساسیت بالای پوست بیماران است که شبیه به نرمی و شکنندگی بال پروانه توصیف می‌شود.

## علت بیماری
EB یک اختلال ژنتیکی است که بر پروتئین‌هایی که پوست را در لایه‌های مختلف به‌هم متصل می‌کنند، تأثیر می‌گذارد. جهش در ژن‌های مختلف، انواع گوناگون این بیماری را ایجاد می‌کند.

## انواع بیماری
- EB ساده (Simplex): خفیف‌ترین نوع، در اثر اصطکاک ایجاد تاول می‌شود.
- EB پیوندی (Junctional): نوع متوسط، با درگیری جدی‌تر پوست و مخاط.
- EB دیستروفیک (Dystrophic): نوع شدید، که در آن تاول‌ها به زخم‌های عمیق و مزمن تبدیل می‌شوند.
- EB نوع Kindler: نوع نادر و ترکیبی از علائم انواع دیگر.

## علائم
- تاول در پوست، دهان، مری، چشم و اندام تناسلی
- زخم‌های مزمن، دردناک و مستعد عفونت
- رشد غیرطبیعی ناخن‌ها، چسبندگی انگشتان یا دفورمیتی مفاصل
- مشکل در تغذیه، بلع و رشد (به‌ویژه در کودکان)

## مراقبت و درمان
درمان قطعی برای EB وجود ندارد، اما مراقبت مداوم و تخصصی می‌تواند علائم را کنترل کند و کیفیت زندگی بیمار را بهبود بخشد. این مراقبت‌ها شامل:
- شستشوی پوست با شوینده‌های بدون سولفات و الکل
- استفاده از کرم‌های مرطوب‌کننده بدون عطر، پارابن، دی‌اکسان یا نگهدارنده‌های شیمیایی
- پانسمان‌های تخصصی برای زخم‌ها (غیر چسبنده و استریل)
- پیشگیری از عفونت با رعایت کامل بهداشت و محیط ضدعفونی‌شده
- حمایت تغذیه‌ای، روان‌شناسی و مشاوره ژنتیک

## زندگی با EB
بیماران مبتلا به EB نیاز به حمایت مستمر خانواده، جامعه و تیم پزشکی دارند. محدودیت حرکتی، درد مزمن و خطر عفونت، فعالیت‌های روزانه را به‌شدت دشوار می‌کند. کمپین‌های حمایت از بیماران پروانه‌ای در بسیاری از کشورها، از جمله ایران، فعال هستند.